# Комар Микола Петрович
Мико́ла Петро́вич Кома́р (Кома́рь) (20 квітня 1900 року, Харків, РІ — 29 березня 1980, Харків, УРСР) — хімік, доктор хімічних наук (1957), професор (1959).

## Біографічні дані
Народився 20 квітня 1900 року в Харкові.
У 1921 році закінчив Вільну академію теоретичних знань у Харкові, де й працював: з 1944 по 1961 — завідувач кафедри якісного аналізу, з 1961 по 1967 — завідувач кафедри аналітичної хімії, з 1967 по 1980 — засновник і завідувач кафедри хімічної метрології. Водночас з 1921 по 1941 рік викладав у Харківському медичному, інженерно-економічний інститутах, інституті охорони праці ВЦРПС.
Помер 29 березня 1980 року в Харкові.

## Наукова робота
Вивчав метрологічні методи досліджень рівноваг у розчинах. Створив безполум'яний вибуховий патрон Гідрокс і вибухонебезпечний електричний світильник для вугілільної промисловості (1936); розробив методики визначення вмісту токсичних речовин у повітрі промислових підприємств (1931—1938). Впроваджував у аналітичну хімію методи математичної статистики, математичного моделювання хімічних рівноваг із застосуванням ЕОМ. У книзі «Основы качественного химического анализа. Ионные равновесия» (Х., 1955; 1960) запропонував методи розрахунку рівноважного складу хімсистем. Встановив (разом з Самойловим В.) залежність похибки спектрофотометрії від значення світлопоглинання. Створив систему досліджень повного набору параметрів хімічних рівноваг у розчинах та підхід до градуювання вимірювань з іоноселективними електродами (1960—1980). Розвинув уявлення про хімічну метрологію як науку, що забезпечує єдність і достовірність вимірювань хімічного складу. Висунув та обґрунтував ідею впровадження у хімію йодної одиниці як нової одиниці вимірювання кількості речовин, що має прототип — йод (1975—1980).

### Основні праці
За ЕСУ:
- Руководство по определению промышленных ядов в воздухе. — 1934;
- Химическая метрология. — Ч. 1, 2. 1983—1984 (обидві — Харків)[2].